# Praephilotes violacea
Praephilotes violacea är en fjärilsart som beskrevs av Francis Gard Howarth och Povolny 1976. Praephilotes violacea ingår i släktet Praephilotes och familjen juvelvingar. Inga underarter finns listade i Catalogue of Life.